# Borssele
Borssele es una localidad del municipio de Borsele, en la provincia de Zelanda (Países Bajos). Está situada unos 12 km al este de Flesinga.
En esta localidad se encuentra la única planta nuclear comercial de los Países Bajos.
- Datos: Q2911365
- Multimedia: Borssele / Q2911365